# Стави Закарпатської області
Стави Закарпатської області — стави, які розташовані на території Закарпатської області (в адміністративних районах і басейнах річок).
На території Закарпатської області налічується 584 ставки, загальною площею 1617 га, об’ємом 22,0 млн. м³.

## Загальна характеристика
Територія Закарпатської області становить 12,8 тис. км² (2,1 % території України). Вона розташована в басейні Дунаю (р. Тиси – лівої притоки Дунаю). 
Гідрографічна мережа Закарпатської області включає велику річку Тису (довжина в межах області – 201 км), яка на території Сербії впадає в Дунай, а також середні річки – Латориця  та Уж.
Найбільша кількість ставків знаходиться на території Хустського (105 шт.), Іршавського (103 шт.) та Перечинського (83 шт.) районів. 
Найменша - на території Великоберезнянського (2 шт.), Міжгірського (4 шт.) та Рахівського (6 шт.) районів.

## Наявність ставків у межах адміністративно-територіальних районів та міст обласного підпорядкування Закарпатської області[1]
| Район, місто        | Кількість ставків, шт. | Площа ставків, га | Об'єм ставків, млн м³ | В оренді, шт. | В оренді, га |
| ------------------- | ---------------------- | ----------------- | --------------------- | ------------- | ------------ |
| Берегівський        | 16                     | 163               | 1,9                   | 16            | 163          |
| Великоберезнянський | 2                      | 3                 | 0,1                   | 2             | 3            |
| Виноградівський     | 49                     | 283               | 4,4                   | 49            | 283          |
| Воловецький         | 10                     | 1                 | 0,1                   | 10            | 1            |
| Іршавський          | 103                    | 176               | 2,1                   | 103           | 176          |
| Міжгірський         | 4                      | 2                 | 0,2                   | 4             | 2            |
| Мукачівський        | 44                     | 161               | 1,0                   | 44            | 161          |
| Перечинський        | 83                     | 78                | 1,2                   | 83            | 78           |
| Рахівський          | 6                      | 3                 | 0,3                   | 6             | 3            |
| Свалявський         | 44                     | 15                | 0,1                   | 44            | 15           |
| Тячівський          | 38                     | 68                | 1,2                   | 38            | 68           |
| Ужгородський        | 57                     | 288               | 4,0                   | 57            | 288          |
| Хустський           | 105                    | 316               | 4,7                   | 105           | 316          |
| м. Ужгород          | 5                      | 1                 | 0,1                   | 5             | 1            |
| м. Берегове         | 14                     | 49                | 0,5                   | 14            | 49           |
| м. Мукачеве         | 4                      | 10                | 0,1                   | 4             | 10           |
| Разом               | 584                    | 1617              | 22,0                  | 584           | 1617         |

## Наявність ставків у межах основнихрайонів річкових басейнівна території Закарпатської області[1]
| Район річкового басейну | Кількість ставків, шт. | Площа ставків, га | Об'єм ставків, млн м³ | В оренді, шт. | В оренді, га |
| ----------------------- | ---------------------- | ----------------- | --------------------- | ------------- | ------------ |
| Дунаю, у т.ч.           |                        |                   |                       |               |              |
| р. Тиса                 | 584                    | 1617              | 22,0                  | 584           | 1617         |
| Разом                   | 584                    | 1617              | 22,0                  | 584           | 1617         |